# Coccorchestes
Coccorchestes là một chi nhện trong họ Salticidae.

## Các loài
Chi này có các loài:
- Coccorchestes aiyura Balogh, 1980
- Coccorchestes biak Balogh, 1980
- Coccorchestes biroi Balogh, 1980
- Coccorchestes blendae Thorell, 1881
- Coccorchestes buszkoae Prószyński, 1971
- Coccorchestes clavifemur Balogh, 1979
- Coccorchestes fenicheli Balogh, 1980
- Coccorchestes ferreus Griswold, 1984
- Coccorchestes fluviatilis Balogh, 1980
- Coccorchestes giluwe Balogh, 1980
- Coccorchestes gressitti Balogh, 1979
- Coccorchestes hamatus Balogh, 1980
- Coccorchestes hastatus Balogh, 1980
- Coccorchestes huon Balogh, 1980
- Coccorchestes ifar Balogh, 1980
- Coccorchestes ildikoae Balogh, 1979
- Coccorchestes inermis Balogh, 1980
- Coccorchestes jahilnickii Prószyński, 1971
- Coccorchestes jimmi Balogh, 1980
- Coccorchestes kaindi Balogh, 1980
- Coccorchestes karimui Balogh, 1980
- Coccorchestes mcadami Balogh, 1980
- Coccorchestes missim Balogh, 1980
- Coccorchestes otto Balogh, 1980
- Coccorchestes piora Balogh, 1980
- Coccorchestes quinquespinosus Balogh, 1980
- Coccorchestes rufipes Thorell, 1881
- Coccorchestes sinofi Balogh, 1980
- Coccorchestes sirunki Balogh, 1980
- Coccorchestes staregai Prószyński, 1971
- Coccorchestes suspectus Balogh, 1980
- Coccorchestes szentivanyi Balogh, 1980
- Coccorchestes taeniatus Balogh, 1980
- Coccorchestes tapini Balogh, 1980
- Coccorchestes triplex Balogh, 1980
- Coccorchestes vanapa Balogh, 1980
- Coccorchestes verticillatus Balogh, 1980
- Coccorchestes vicinus Balogh, 1980
- Coccorchestes vogelkop Balogh, 1980
- Coccorchestes waris Balogh, 1980